# 依田竹谷
依田 竹谷（よだ ちっこく、寛政2年（1790年） - 天保14年4月7日（1843年5月6日））は江戸時代後期の南画家。
名は瑾、字は子長・叔年。号は竹谷のほかに凌寒道人・三谷庵・盈科斎など。江戸の生まれ。

## 略伝
竹谷の前半生はよく伝わっていない。谷文晁の門人で花鳥・山水・人物・虫魚など幅広く画作した。下谷御徒町に居住。
琴棋書画の中で、碁・画・書・詩の順に得意だったという。
なんらかの理由で文晁門を破門される。弟子に高久隆古がいる。行年54歳。四谷塩町長善寺に葬られる。

## 逸話
竹谷は儒者・亀田鵬斎に眼を掛けられており、連れ立って北陸を遊歴したとき、各地で竹谷を谷文晁だと偽って潤筆料を荒稼ぎしたという。しかし、越後高田で運悪く市河米庵に遭遇し、鵬斎はやむなく袖の下を渡してこの詐欺行為を口止めした。にもかかわらず、しばらく後に竹谷は文晁に破門されてしまう。ある書画会で酒に酔った鵬斎は同席した米庵を罵り、狼藉を加えた。米庵が文晁に誣告したと勘違いしたためだった。竹谷の破門の理由が別にあることを文晁に知らされた鵬斎はひたすら米庵に詫び続けたという。
姉が男好きでよく外出して遊び歩くのを知った竹谷は、「人にはそれぞれ好むところがある。色好みの趣味を堪能させるには娼婦になるのが一番よい」と妓楼に姉を連れて行き、身売りの金を受け取らずに姉を預けた、という。

## 作品
- 「月下雙鹿図」 亀田鵬斎賛
- 「柳に目白図」
- 「梟図」
- 「卜商子夏図」

## 脚註
1. ↑  細川 1891 年
2. ↑  浅野長祚『寒檠璅綴 巻之四』芸苑叢書、1919年、P.99頁。